# François Gaultier de La Vérendrye
Pour les articles homonymes, voir Gaultier et La Vérendrye.
François Gaultier de La Vérendrye, connu également sous le patronyme de François Gaultier du Tremblay, (1715-1794), explorateur et militaire canadien-français à l'époque de la Nouvelle-France. 
François Gaultier de La Vérendrye fut le troisième fils du célèbre explorateur Pierre Gaultier de Varennes et de la Vérendrye. Il est né à Sorel au Québec le 29 octobre 1715.
Il suivit son père dans l'Ouest jusqu'au Fort Caministigoyan. Il participa au commerce de la fourrure.
En 1738, il part en expédition avec son père au pays des Mandans situé dans l'actuel Dakota du Nord. 
En 1739, il accompagne son frère, Louis-Joseph Gaultier de La Vérendrye, dans une nouvelle expédition le long de la rivière Saskatchewan.
En 1742-1743, ils partent denouveau tous les deux en compagnie de deux autres français vers la rivière Missouri dans l'espoir de trouver la voie pour atteindre la mer occidentale. Ils découvrent les Montagnes Rocheuses. Mais les multiples conflits armés entre tribus amérindiennes les font rebrousser chemin et s'en retournent vers le Canada. 
Sur le retour, ils gravent une plaque de plomb sur laquelle ils rappellent leur mission et inscrivent leur nom. Ensuite ils enfouissent cette plaque à l'endroit où s'élèvera au siècle suivant Fort Pierre. En 1913, cette stèle sera redécouverte et permettra la création du site de La Vérendrye.
Le 1er octobre 1750, il fut nommé cadet à l’aiguillette, dans les troupes de la Marine, par le gouverneur de la Nouvelle-France Jacques-Pierre de Taffanel de La Jonquière. 
De retour à Montréal, François participe à la guerre de Sept Ans.
En 1761, à la mort de son frère Louis-Joseph, il demeure le seul héritier de la famille La Vérendrye.
François meurt à Montréal le 30 juillet 1794.